# Eleutherodactylus juanariveroi
El coquí llanero (Eleutherodactylus juanariveroi) es una especie de rana nativa de Puerto Rico perteneciente a la familia Eleutherodactylidae. La especie fue descubierta en un humedal, en una antigua base militar. La especie parece estar en grave peligro de extinción ya que se encuentra solamente en una localidad.

## Taxonomía
El Coquí llanero fue descrito por Neftalí Ríos-López y Richard Thomas en 2007. Pertenece al género Eleutherodactylus, que en griego significa dedos libres. 